# Уокер, Деннис
Де́ннис А́ллен Уо́кер (англ. Dennis Allen Walker; 26 октября 1944 — 11 августа 2003) — английский футболист, выступавший на позиции нападающего и полузащитника.
Воспитанник футбольной академии «Манчестер Юнайтед». В сентябре 1960 года подписал с клубом юношеский контракт, а в ноябре 1961 года заключил свой первый профессиональный контракт. В основном составе «Манчестер Юнайтед» дебютировал 20 мая 1963 года в матче последнего тура чемпионата в сезоне 1962/63: это была игра против «Ноттингем Форест». Этот матч остался единственным у него за «Манчестер Юнайтед». Также он стал первым в истории клуба чернокожим игроком.
В апреле 1964 года перешёл в «Йорк Сити». Выступал за клуб до 1968 года, сыграв в 169 матчах и забив 19 голов. C 1968 по 1972 год выступал за «Кембридж Юнайтед».
Также выступал за школьную сборную Англии.